# Brian David Josephson

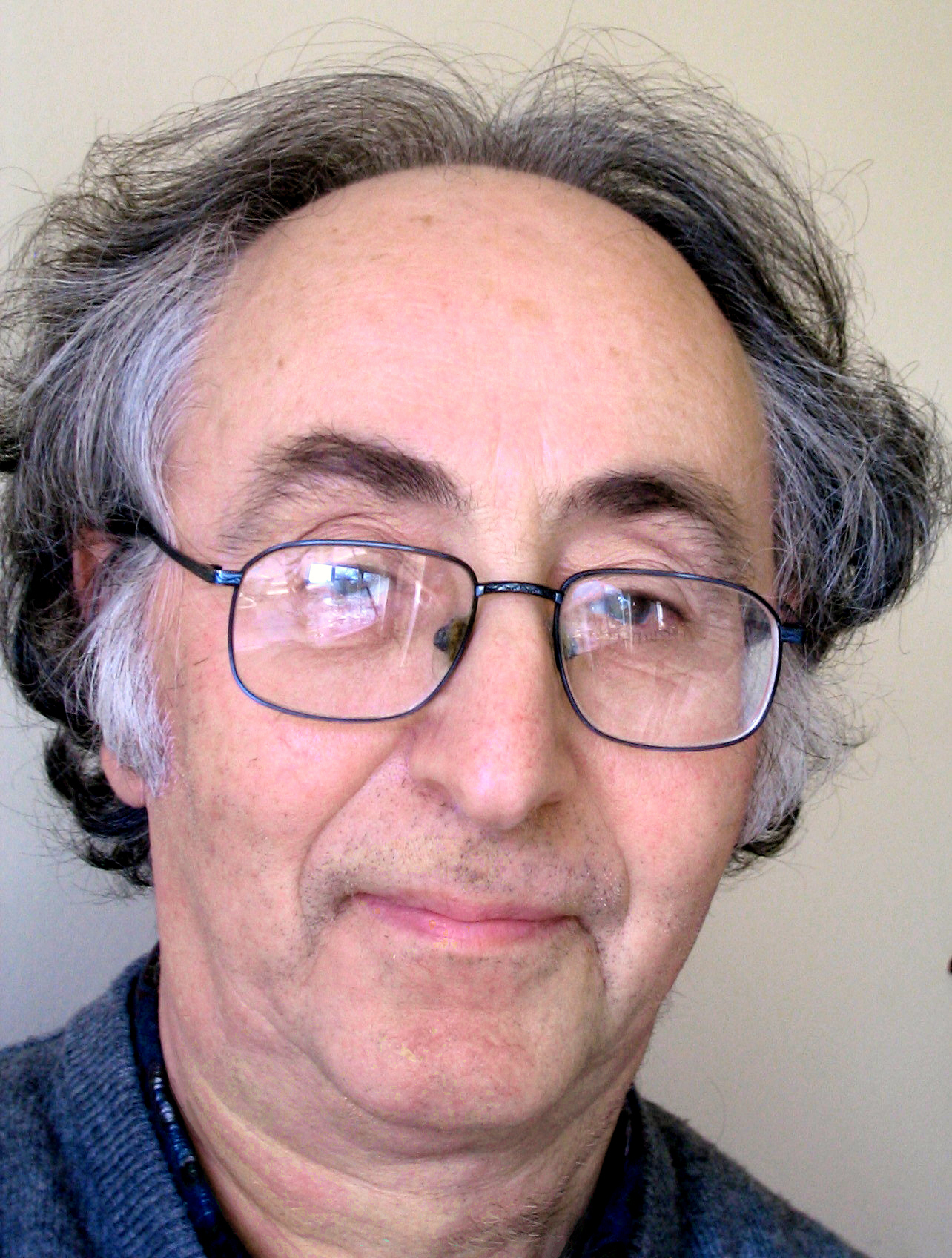
Brian D. Josephson (2004)

Brian David Josephson (* 4. Januar 1940 in Cardiff, Wales) ist ein britischer Physiker. Er war Professor an der University of Cambridge und erhielt 1973 den Nobelpreis für Physik für die Entdeckung des Josephson-Effekts.

## Leben
Josephson erhielt 1960 seinen Bachelor-Abschluss, 1964 seinen Master-Abschluss und seine Promotion (Ph.D.) in Physik in Cambridge. Er war seit 1962 Fellow des Trinity College in Cambridge. 1965/66 war er an der University of Illinois als Gastprofessor. 1967 war er wieder in Cambridge als Assistant Director für Forschung und in der Festkörpertheorie-Gruppe des Cavendish Laboratory. 1972 wurde er Reader und 1974 bis zur Emeritierung 2007 war er Professor in Cambridge.
Josephson entdeckte als 23-jähriger Doktorand den nach ihm benannten Josephson-Effekt. Für „seine theoretische Vorhersage von Eigenschaften eines Suprastromes durch eine Tunnel-Barriere, insbesondere jener Phänomene, die allgemein als Josephson-Effekt bekannt sind“ erhielt er 1973 zusammen mit Leo Esaki und Ivar Giaever den Nobelpreis für Physik.
In den 1970er Jahren wandte er sich den Beziehungen östlicher Mystik zur Physik zu. Mit V. S. Ramachandran veranstaltete er 1978 ein internationales Symposium über Bewußtsein und Physik und er unterhält in Cambridge ein Mind-Matter Unification Project. Seine Unterstützung von Forschung in Parapsychologie, Kalter Fusion und Homöopathie machte ihn umstritten. Er ist einer der wenigen Physiker, die paranormale Phänomene für möglich halten.

## Auszeichnungen
- 1969 Preis des New Scientist
- 1969 Preis der Research Corporation
- 1970 Fellow der Royal Society
- 1970 Fritz London Memorial Prize
- 1972 Guthrie Medal (Institute of Physics)
- 1972 van der Pol Medal
- 1972 Elliott Cresson Medal (Franklin Institute)
- 1972 Hughes-Medaille (Royal Society)
- 1973 Holweck-Preis (Institute of Physics and French Institute of Physics)
- 1973 Physiknobelpreis
- 1974 Honorary D.Sc., University of Wales
- 1974 Fellow der American Academy of Arts and Sciences
- 1982 Ehrenmitglied des Institute of Electrical and Electronics Engineers
- 1982 Faraday-Medaille (Institution of Electrical Engineers)
- 1983 Honorary D.Sc., University of Exeter
- 1984 Sir George Thomson Medal (Institute of Measurement and Control)
- 2004 Ehrenbürger der Stadt Marseille[3]